# Martín Dihigo
Martín Magdaleno Dihigo Llanos (Matanzas, 25 maggio 1906 – Cienfuegos, 20 maggio 1971) è stato un giocatore di baseball cubano di ruolo lanciatore e seconda base nelle Negro League e in America Latina. È stato introdotto nella National Baseball Hall of Fame nel 1977.

## Carriera
Dihigo iniziò la sua carriera professionistica a 16 anni nell'inverno del 1922 nella lega cubana. Giocò nelle Negro league dal 1923 al 1936 e di nuovo brevemente nel 1945. Nel corso della sua carriera, giocò in tutte le nove posizioni possibili. Come battitore, guidò le Negro league in fuoricampo nel 1926 e 1935. Come lanciatore, una volta batté Satchel Paige mentre questo stava disputando delle gare a Cuba.
Anche se fu un due volte All-Star nelle Negro league americane, la miglior stagione di Dihigo fu nella lega messicana nel 1938, quando ebbe un record di 18-2 con una media PGL di 0.90, vincendo anche il titolo di miglior battitore con una media battuta di .387. In un'altra stagione nella lega messicana, ebbe una media PGL di 0.15. Nella sua carriera in Messico, ebbe un record di 119-57 battendo con .317. Nella lega cubana, ne ebbe uno di 107-56, con .298 in battuta. Dihigo continuò a giocare in Messico sino all'inizio degli anni cinquanta. Fu ministro dello sport di cuba dal 1959 fino alla sua morte, dove fu chiamato "l'Immortale". In altri paesi dell'America Latina, era soprannominato "El Maestro".
Dihigo è uno dei due giocatori (con Willie Wells) ad essere stato inserito nelle Baseball Hall of Fame statunitense, cubana e messicana e fa parte anche di quelle del Venezuela e della Repubblica Dominicana.
La statura di Martín Dihigo è riflettuta nella conversazione tra l'ex general manager dei Los Angeles Dodgers Al Campanis e il giornalista Jaime Jarrín:
"Jaime, il miglior giocatore che abbia visto nella mia vita è Martin Dihigo, ma non è mai approdato nelle Major League,'" disse Jarrin. "'Dopo Dihigo, metterei Roberto Clemente sopra Willie Mays. Quei due sono i migliori giocatori che abbia mai visto in tutta la mia vita.'"